# Splanchnoptes-Maler

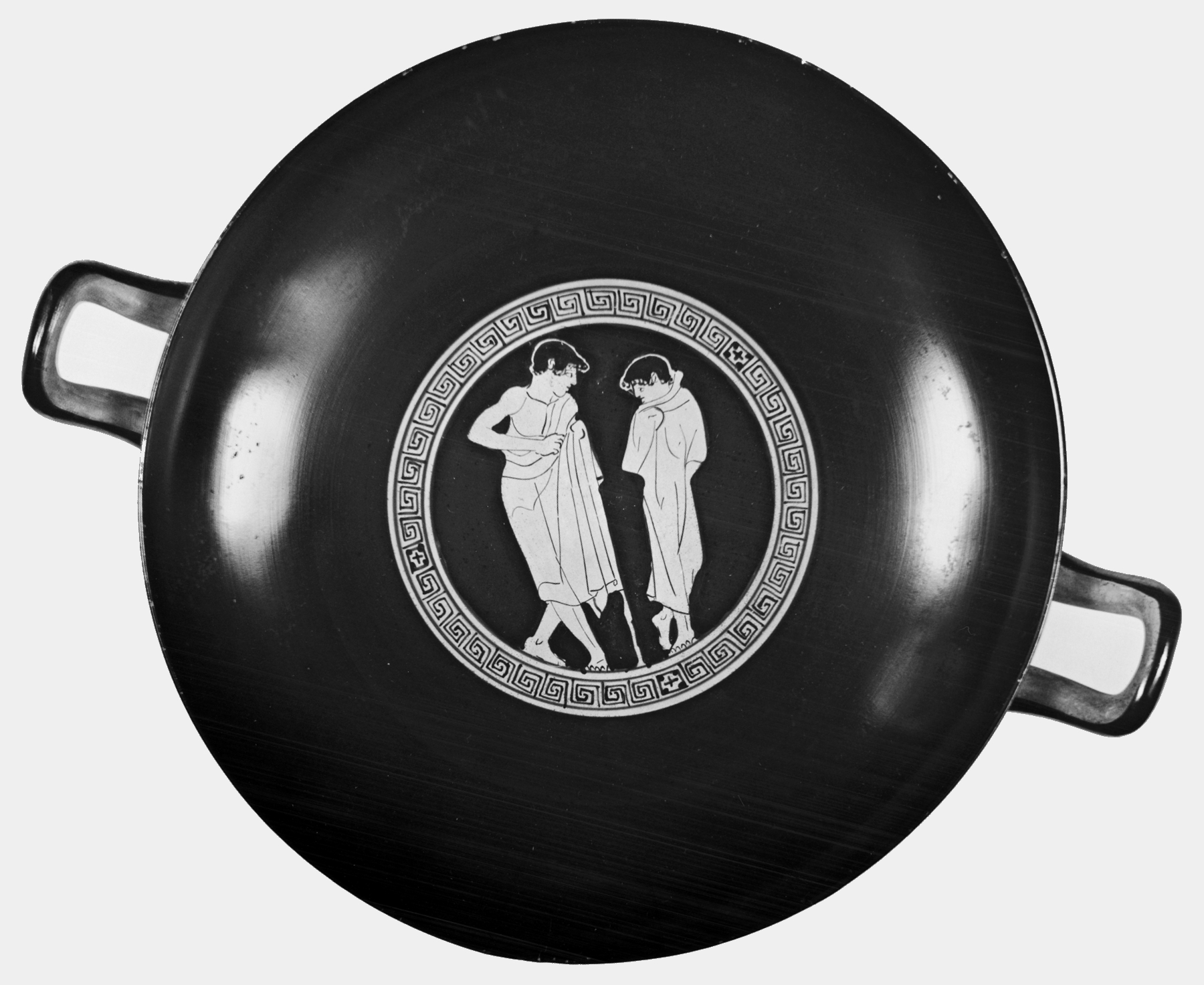
Schale des Splanchnoptes-Malers, Baltimore, Walters Art Museum 48.91

Als Splanchnoptes-Maler wird ein attisch-rotfiguriger Vasenmaler bezeichnet.
Die Werke des Splanchnoptes-Maler werden in die Mitte des 5. Jahrhunderts v. Chr. datiert. Seinen Notnamen bekam er nach einer fragmentarisch erhaltenen Schale im Antikenmuseum der Universität Heidelberg (Inventarnummer 143). Dort ist ein Opferdiener gezeigt, der im altgriechischen als σπλαγχνόπτης (Splanchnoptes) bezeichnet wird. Der Opferdiener wird dabei gezeigt, wie er die Eingeweide eines Opfertieres auf einem Spieß über den Flammen eines Altars brät.
Der Künstler arbeitete in der Werkstatt des bedeutenden Penthesilea-Maler, wo vor allem Schalen und kleinere Gefäße wie Skyphos gefertigt wurden. Im Museo Archeologico Nationale in Ferrara befinden sich eine Schale aus Spina, bei der der Penthesilea-Maler das Innen- der Splanchnoptes-Maler das Außenbild gestaltet hat. Im Antikenmuseum der Universität Heidelberg befindet sich eine vollständige Schale sowie vier Schalenfragmente des Malers, eine weitere Schale etwa im Antikenmuseum Basel (Inventarnummer Lu 46).